# ハツユキソウ
ハツユキソウ（初雪草、学名：Euphorbia marginata）は、トウダイグサ科トウダイグサ属の一年草。和名は夏の花期になると頂部の葉が白く縁取られてよく目立ち、その姿を雪をかぶった様子に例えたものである。観賞用に栽培される。

## 特徴

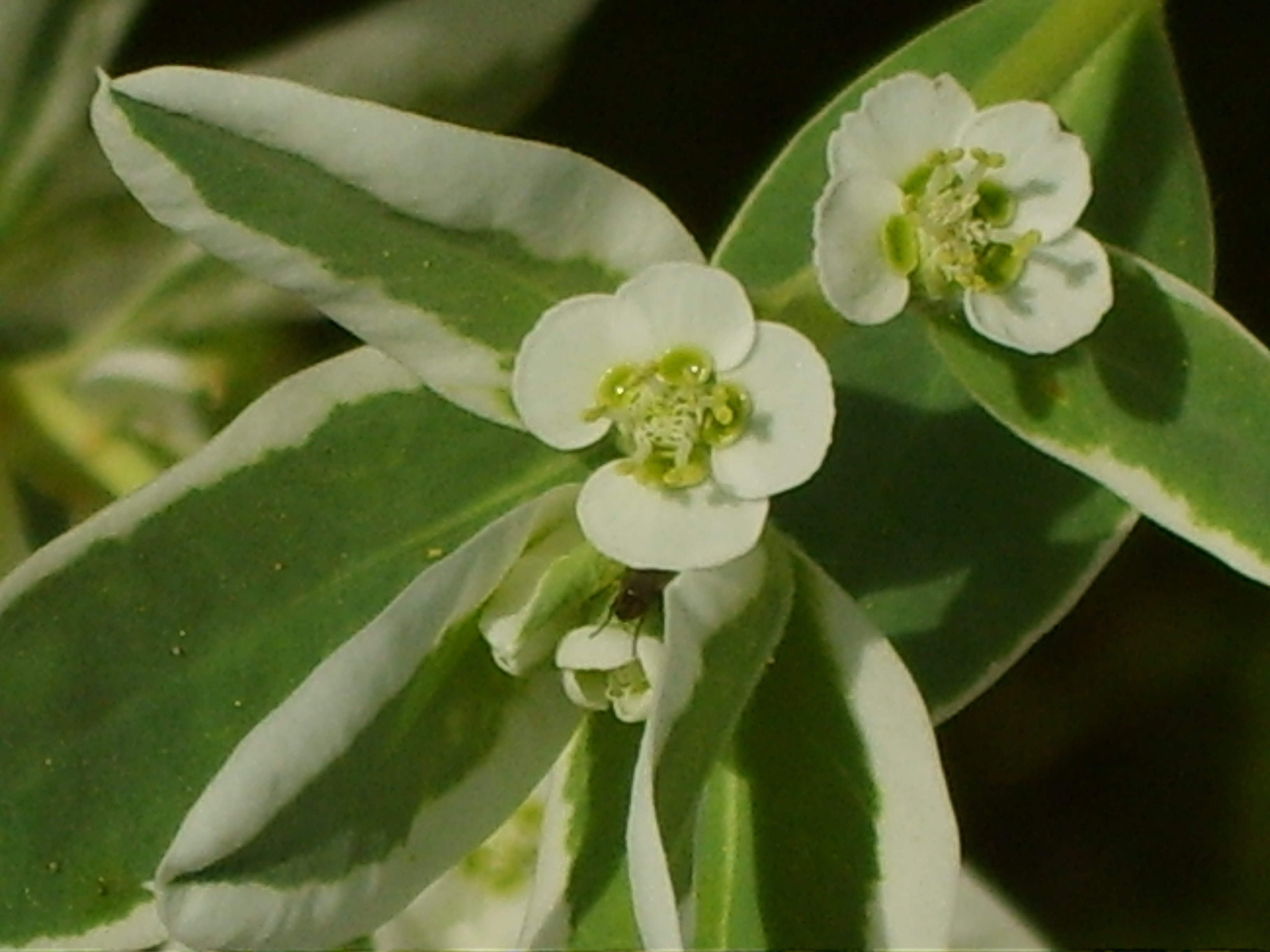
杯状花序

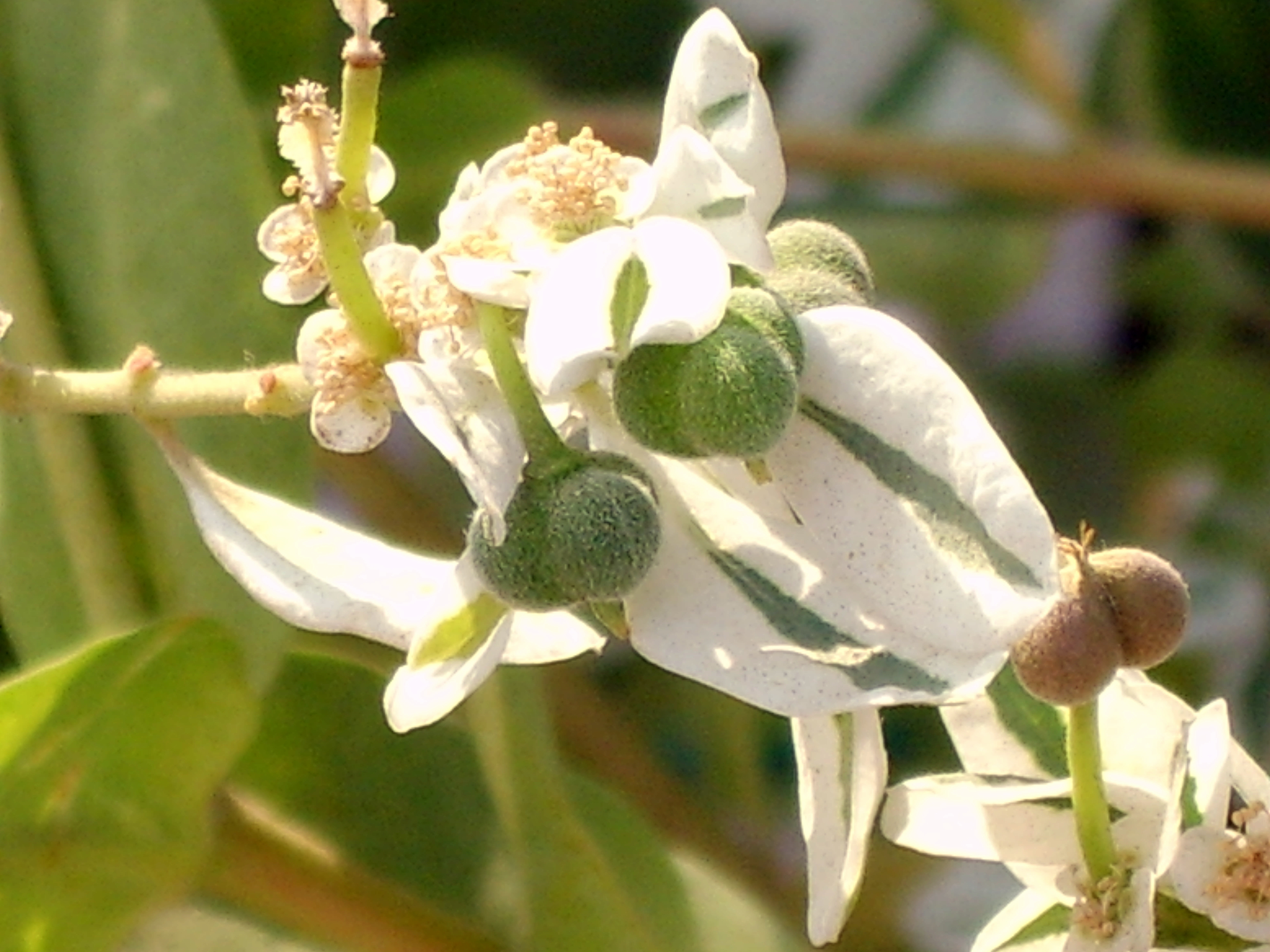
蒴果

### 形態
草丈は30cm～最大1mほど。茎は直立して上部で叉状に分枝し、葉は丸みを帯びた長楕円形で、無柄、淡黄緑色である。7月～8月になると上部の葉がやや密集して葉縁が白くなり（白覆輪）、株全体が緑と白のコントラストに美しく彩られる。同じ頃に開花期を迎え、それぞれ極端に退化した雌花一個に雄花数個が集合して総苞に包まれた杯状花序と呼ばれるトウダイグサ属に特有の花を散形状に咲かせるが、花は小さくて観賞価値は低く、専ら葉を楽しむ。花の後に蒴果を結び、9月頃に裂開して白黄色の種子を飛散させ繁殖する。
他のトウダイグサ属と同様、茎や葉の切り口から出る白い乳液には毒性があり、肌に付着するとかぶれることがある。
唯一の園芸品種として ‘氷河’（‘Hyouga’）がある。基本種に比べて斑の入りが深く、着色も早く、花壇に集団で育てると美しく、また切り花にもよい。

### 分布
北アメリカ大陸ミネソタ・コロラド・テキサス原産。。ヨーロッパには1747年に紹介され、日本には江戸時代末期の1860年頃に持ち込まれた。現在では露地栽培のリーフプランツや切り花用として広く栽培されている。

## 名称
種小名marginata（マルギナータ）は「縁辺のある」の意で、葉の白い覆輪に由来する。和名では別称としてミネノユキ（峰の雪）とも呼ばれ、英名はスノー・オン・ザ・マウンテン、中国名では銀辺翠と呼ばれる。花言葉は「好奇心」など。